# Большой Порог
Большой Порог — река в России, протекает по территории Красноселькупского района Ямало-Ненецкого автономного округа. Начинается в болоте Зыбуново. Устье реки находится в 265 км по левому берегу реки Большая Ширта на высоте 66 метров над уровнем моря. Длина реки составляет 18 км. 
Основной приток — река Малый Порог.

## Данные водного реестра
По данным государственного водного реестра России относится к Нижнеобскому бассейновому округу, водохозяйственный участок реки — Таз, речной подбассейн реки — Подбассейн отсутствует. Речной бассейн реки — Таз.